# Baia di Okuma
La baia di Okuma è una baia completamente ricoperta dal ghiaccio situata all'interno della zona della regione nord-orientale della Dipendenza di Ross in Antartide. La baia, che si trova in un tratto della costa settentrionale della penisola di Edoardo VII facente parte della costa di Shirase, è vicina al confine nord-orientale della barriera di Ross e giace poco a ovest del termine del ghiacciaio Hamilton.

## Storia
Scoperta nel corso della spedizione Discovery, svoltasi dal 1901 al 1904 al comando di Robert Falcon Scott, la baia di Okuma è stata in seguito così battezzata dai membri della spedizione antartica giapponese condotta dal 1911 al 1912 e comandata da Nobu Shirase, in onore del conte Ōkuma Shigenobu, un nobile e politico giapponese che fu anche primo ministro .